# Hemerodromia baetica
Hemerodromia baetica är en tvåvingeart som beskrevs av Collin 1927. Hemerodromia baetica ingår i släktet Hemerodromia och familjen dansflugor. Inga underarter finns listade i Catalogue of Life.